# Anoplius carolinus
Anoplius carolinus är en stekelart som först beskrevs av Banks.  Anoplius carolinus ingår i släktet Anoplius och familjen vägsteklar. Inga underarter finns listade i Catalogue of Life.